# Shakespeare’s Macbeth – A Tragedy in Steel
Shakespeare’s Macbeth – A Tragedy in Steel a Rebellion német heavy metal zenekar első albuma. William Shakespeare tragédiáját a Macbethet dolgozza fel.

## Számok listája
- Introduction
- Disdaining Fortune
- The Prophecy
- Husbandry in Heaven
- The Dead Arise
- Evil Speaks
- Letters Of Blood
- Revenge
- Claws Of Madness
- Demons Rising
- Die With Harness On Your Back

## Közreműködők
- Michael Seifert – ének
- Uwe Lulis – gitár
- Björn Eilen – gitár
- Tomi Göttlich – basszusgitár
- Gerd Lücking – dob

## Külső hivatkozások
- Zenekar hivatalos oldala
- dalszövegek